# CBS Schoolbreak Special
 (mai 2025).
CBS Schoolbreak Special est une anthologie pour adolescents diffusée du 19 avril 1980 au 23 janvier 1996 sur CBS. La série télévisée a commencé sous le titre CBS Afternoon Playhouse, puis il a été changé en 1985. Le concept est très similaire au programme d'ABC, Afterschool Special.

## Synopsis
Les épisodes de CBS Schoolbreak Special sont destinés aux adolescents qui rentrent de l'école en fin d'après-midi. Ils peuvent suivre les aventures, parfois dramatiques ou comiques, de jeunes étudiants leur ressemblant.